# Alfredo Arango
Alfredo Arango (Santa Marta, Magdalena, 16 de febrero de 1945-ib, 20 de diciembre de 2005) fue un futbolista colombiano recordado por ser el goleador histórico del Unión Magdalena.

## Trayectoria
Nacido en Santa Marta, Arango Narváez jugó en el fútbol profesional en Colombia. El mediocampista pasó la mayor parte de su carrera como jugador en Unión Magdalena. Ganó el título de la liga colombiana con Unión en 1968 y es el máximo goleador de todos los tiempos del club con 112 goles. También ganó títulos de liga con Millonarios (1972) y Atlético Junior (1977). 

## Selección Colombia
Disputó 3 partidos con la selección Colombia sin anotar goles en 1968 en los juegos olímpicos disputados en México.

### Participaciones en Juegos Olímpicos
| Torneo                   | Sede   | Resultado    |
| ------------------------ | ------ | ------------ |
| Juegos Olímpicos de 1968 | México | Primera fase |

## Clubes
| Club                   | País     | Año       |
| ---------------------- | -------- | --------- |
| Unión Magdalena        | Colombia | 1965-1972 |
| Millonarios            | Colombia | 1972-1973 |
| Unión Magdalena        | Colombia | 1973-1974 |
| Atlético Bucaramanga   | Colombia | 1975-1976 |
| Junior de Barranquilla | Colombia | 1977      |
| Unión Magdalena        | Colombia | 1978-1980 |

## Palmarés

### Campeonatos nacionales
| Título           | Club            | País     | Año  |
| ---------------- | --------------- | -------- | ---- |
| Primera División | Unión Magdalena | Colombia | 1968 |
| Primera División | Millonarios     | Colombia | 1972 |
| Primera División | Atlético Junior | Colombia | 1977 |